# 埃弗爾斯貝格河
50°30′59″N 6°54′14″E / 50.516478°N 6.903857°E
埃弗爾斯貝格河（德語：Effelsberger Bach），是德國的河流，位於該國西部，流經北萊茵-威斯特法倫州和萊茵蘭-普法爾茨州，屬於薩爾巴赫河的右支流，河道全長6.6公里，流域面積8.9平方公里。